# Grande Plaine et Nord
La Grande Plaine et Nord est une des trois super-régions statistiques définies par la nomenclature d'unités territoriales statistiques et regroupant les régions statistiques et de planification de Grande Plaine septentrionale, Grande Plaine méridionale et de Hongrie septentrionale.

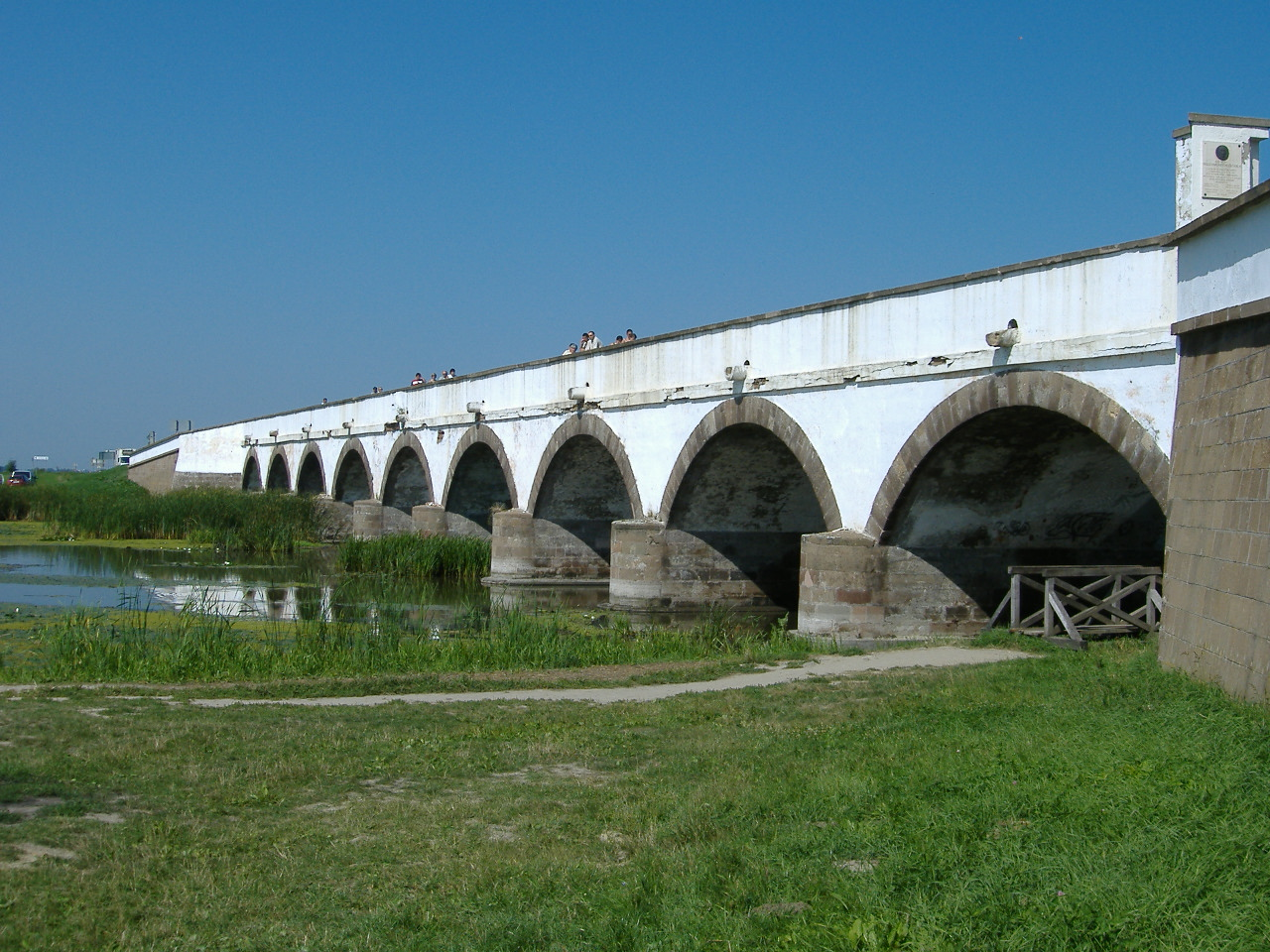
Le pont à neuf arches du parc national d'Hortobágy